# Randia ferox
Randia ferox är en måreväxtart som först beskrevs av Adelbert von Chamisso och Diederich Franz Leonhard von Schlechtendal, och fick sitt nu gällande namn av Dc.. Randia ferox ingår i släktet Randia och familjen måreväxter. Inga underarter finns listade i Catalogue of Life.